# Willy Skibby
Willy Skibby (nascido em 20 de fevereiro de 1942) é um ex-ciclista dinamarquês. Foi um dos atletas que representou a Dinamarca nos Jogos Olímpicos de 1976, em Montreal, onde competiu na prova de estrada, mas não completou.
Seus filhos, Jesper e Karina, também praticavam ciclismo.